# 大山祇神社 (佐渡市)
大山祇神社（おおやまづみじんじゃ）は、新潟県佐渡市相川にある三島・大山祇信仰の神社。佐渡金山を代表する神社で、相川金銀山の鎮護のため創建された。下相川にある高任神社はこの神社の分社である。
「佐渡相川の鉱山及び鉱山町の文化的景観」（重要文化的景観）の一つを構成する。7月の鉱山祭では、神事芸能として「やわらぎ」が奉納される。
佐渡市内には他にも大山祇神社が複数社存在し、主要なものとしては西三川の西三川砂金山の鎮護を担った大山祗神社がある。初期の相川地区となる上相川集落にも大山祇神社があったが、集落の現相川地区への移転に伴い相川の大山祇神社に統合された。戸中と大小にも大山祗神社がある。

## 祭神
- 大山祇神
- 木花開耶姫命
- 境内社：稲荷神社

## 歴史
1605年、佐渡奉行であった大久保長安によって創建。1607年に正式に伊予国大三島の大山祇神社から勧請された。官営社であり、神社の維持・建築は官費によって行われた。1887年、金山が皇室御料となる。1896年に三菱マテリアルに引き継がれた。
この神社の創建以後、1691年に創建された別子銅山の大山積神社（現：山根 大山積神社）をはじめ、明治以降は更に多数の鉱山に大山祇神社が勧請されるようになるが、相川と西三川の大山祇神社はその最初期のものであった。
1873年に県社に列せられ、鉱山開発を目的とした神社としては全国で最も高い社格に達した。

## 鉱山祭
7月下旬に行われる、相川地区を中心とした祭り。佐渡三大夏祭りの一つとされる。大山祇神社での神事式にはじまり、おけさ流しや史跡ウォーキング、さど食の陣、花火大会などが催される。詳しくは鉱山祭を参照。